# Fotoionizzazione a pressione atmosferica
La fotoionizzazione a pressione atmosferica è una tecnica di ionizzazione a pressione atmosferica usata per la  spettrometria di massa. 
Questa tecnica produce poca frammentazione;  è  quindi una tecnica di ionizzazione soft.
Comunemente si indica con APPI, dall'inglese Atmospheric Pressure PhotoIonization.

## Meccanismo
Il campione viene nebulizzato con l'aiuto di un gas ausiliario (aria o azoto) e ionizzato con una lampada ultravioletta. Le lampade comunemente usate sono quelle ad argon, a kripton e a xeno. Spesso si aggiunge un dopante al campione, cioè un composto che si ionizza per primo, ionizzando poi l'analita.